# سونغ كينان
سونغ كينان (بالصينية: Christ宋克南ian؛ مواليد 10 مارس 1990) هو مُقاتل فنون قتالية مختلطة صيني.

## وصلات خارجية
- سونغ كينان على موقع يو إف سي (الإنجليزية)
- سونغ كينان على موقع شيردوغ (الإنجليزية)
- سونغ كينان على موقع Tapology.com (الإنجليزية)